# Амшель Ротшильд
Амшель Майер Джеймс Ротшильд (англ. Amschel Mayor James Rothschild; 18 апреля 1955 — 8 июля 1996) — британский бизнесмен, представитель рода Ротшильдов.

## Детство и образование
Амшель родился в Париже 18 апреля 1955 года. Он был младшим ребенком Виктора Ротшильда, 3-го барона Ротшильда и его второй жены Терезы Джорджины Ротшильд. Он приходится единокровным братом Джейкоба Ротшильда (1936—2024).
Он учился в Королевском колледже в Кембридже, а затем получил образование в школе Лейс. В 1976 году окончил Лондонский городской университет, где изучал экономику, историю и археологию.

## Карьера
В 1987 году Ротшильд присоединился к семейной банковской компании Rothschild & Co. К 1990 году он стал исполнительным директором одного из активов Ротшильдов, Rothschild Asset Management. В 1993 году он стал председателем фирмы, помогая вывести ее на более стабильный путь. С 1995 года — неисполнительный директор Sun Alliance Group.
Амшель очень увлекался сельским хозяйством. Он унаследовал ферму Рашбрук недалеко от города Бери-Сент-Эдмундс, где он проводил много времени на работе. Он также был увлекался гонками на автомобилях. Его увлечение началось, когда в тринадцать лет он приобрел мотоцикл. В более позднем возрасте он увлекся автогонками и стал победителем гонок за приз Мемориала Питера Коллинза, в Сильверстоуне, в 1996 году. В его коллекции автомобилей были разные спортивные автомобили: AC Cobra Daytona, Maserati 250F Formula I 1957 года и BRM P25 1958 года. Проживал в Саффолке.
Ротшильд был попечителем Яд Ханадив, фонда Ротшильдов, находящегося в Израиле.

## Личная жизнь
В 1981 году он женился на Аните Пейшенс Гиннесс. Она принадлежала к семье Гиннесс, владеющая многими пивоварнями в Ирландии. Отец Аниты, Джеймс Эдвард Гиннесс был торговым банкиром[уточнить]. Супруги имели троих детей:
- Кейт Эмма Ротшильд (род. 29 июля 1982), вышла замуж за финансиста, Бена Голдсмита, в 2003 году. Развод в 2013 году. У них 3 детей.
- Алиса Миранда Ротшильд (род. 29 ноября 1983), вышла замуж за британского политика, Зака Голдсмита, в 2013 году. Супруги расстались в 2023 году. У них 3 детей.
- Джеймс Амшель Виктор Ротшильд (род. 14 мая 1985), женился на американской фотомодели, Ники Хилтон, в 2015 году. У них 3 детей. Наследник своего кузена, Натаниэля, 5-го барона Ротшильда.

Также он и его супруга были крестными дочери британского политика, Уильяма Уолдегрейва (род. 1946).

## Смерть
Амшель покончил жизнь самоубийством 8 июля 1996 года в отеле Ле Бристоль, в Париже. После этого его жена заявила, что причина самоубийства это недавняя смерть матери, которая умерла в мае того же года.
На момент смерти его состояние оценивалось 30-100 миллионов долларов.